# 30e cérémonie des European Film Awards
La 30e cérémonie des prix du cinéma européen (30th European Film Awards), organisée par l'Académie européenne du cinéma, s'est déroulée le 9 décembre 2017, à Berlin (Allemagne), et a récompensé les films européens sortis dans l'année.

## Déroulement et faits marquants
Lors de la cérémonie qui a lieu le 9 décembre 2017, le film The Square remporte cinq prix : meilleur film, 
meilleure comédie, meilleur réalisateur, meilleur acteur et meilleur scénario.

## Palmarès

### Meilleur film
- The Square  Suède
- 120 battements par minute de Robin Campillo  France
- Faute d'amour de Andreï Zviaguintsev  Russie
- Corps et Âme de Ildikó Enyedi  Hongrie
- L'Autre Côté de l'espoir de Aki Kaurismäki  Finlande

### Meilleur réalisateur
- Ruben Östlund pour The Square
- Ildikó Enyedi pour Corps et Âme
- Aki Kaurismäki pour L'Autre Côté de l'espoir
- Yórgos Lánthimos pour Mise à mort du cerf sacré
- Andreï Zviaguintsev pour Faute d'amour

### Meilleur acteur
- Claes Bang dans The Square
- Nahuel Pérez Biscayart dans 120 battements par minute
- Colin Farrell dans Mise à mort du cerf sacré
- Josef Hader dans Stefan Zweig, adieu l'Europe
- Jean-Louis Trintignant dans Happy End

### Meilleure actrice
- Alexandra Borbély dans Corps et Âme
- Paula Beer dans Frantz
- Juliette Binoche dans Un beau soleil intérieur
- Isabelle Huppert dans Happy End
- Florence Pugh dans The Young Lady (Lady Macbeth)

### Meilleur scénariste
- Ruben Östlund pour The Square

### Meilleur directeur de la photographie
- Mikhaïl Kritchman pour Faute d'amour

### Meilleur monteur
- Robin Campillo pour 120 battements par minute

### Meilleur chef décorateur européen
- Josefin Åsberg pour The Square

### Meilleur compositeur
- Evgueni and Sacha Galperine pour Faute d'amour

### Meilleur créateur de costumes
- Katarzyna Lewińska pour Spoor

### Meilleur ingénieur du son
- Oriol Tarragó pour Quelques minutes après minuit

### Meilleur film d'animation
- La Passion Van Gogh

### Meilleur film documentaire
- Communion de Anna Zamecka

### Meilleur court métrage
- Timecode de Juanjo Giménez

### Meilleure comédie
- The Square de Ruben Östlund

### People's Choice Award
- Stefan Zweig, adieu l'Europe de Maria Schrader

### Discovery of the Year - Prix FIPRESCI
- The Young Lady

### Achievement in World Cinema Award
- Julie Delpy

### Lifetime Achievement Award
- Alexandre Sokourov